# Кайдаш, Владимир Фёдорович
Владимир Фёдорович Кайдаш (1914—1972) — младший сержант Рабоче-крестьянской Красной Армии, участник Великой Отечественной войны, Герой Советского Союза (1945).

## Биография
Владимир Кайдаш родился 16 сентября 1914 года в селе Лесняки (ныне — Яготинский район Киевской области Украины). Окончил школу-семилетку и Смельский сельскохозяйственный техникум, после чего работал на сахарозаводах в Черниговской и Сумской областях. В начале Великой Отечественной войны оказался в оккупации, занимался подпольной работой. После освобождения Сумской области в октябре 1943 года Кайдаш был призван на службу в Рабоче-крестьянскую Красную Армию. С ноября того же года — на фронтах Великой Отечественной войны. Принимал участие в боях на 1-м и 2-м Украинских фронтах. К декабрю 1944 года младший сержант Владимир Кайдаш командовал отделением кабельно-телеграфной роты 359-го отдельного батальона связи 23-го стрелкового корпуса 46-й армии 2-го Украинского фронта. Отличился во время освобождения Венгрии.
Во время переправы через Дунай к юго-западу от Будапешта отделение Кайдаша обеспечивало связь частям 316-й стрелковой дивизии с вышестоящим командованием. Под вражеским огнём оно переправилось на занятый противником берег и приняло активное участие в захвате плацдарма. В бою Кайдаш уничтожил 2 немецких солдат. Кайдаш три раза был вынужден переправляться через Дунай, устраняя повреждения кабеля. 5 декабря 1944 года, когда два немецких танка и группа пехоты прорвались в советский тыл, отделение Кайдаша приняло бой с ними. Кайдаш лично уничтожил 4 немецких солдат, а затем продолжал держать бесперебойную связь с командованием. Действия Кайдаша позволили успешно продолжить наступление передовым частям.
Указом Президиума Верховного Совета СССР от 24 марта 1945 года за «мужество и отвагу, проявленные при форсировании реки Дунай» младший сержант Владимир Кайдаш был удостоен высокого звания Героя Советского Союза с вручением ордена Ленина и медали «Золотая Звезда» за номером 3774. Награды ему вручал маршал Родион Малиновский.
Участвовал в Параде Победы. Демобилизовавшись, вернулся в Сумскую область, работал на сахарных заводах. В 1956 году вышел на пенсию. Активно занимался общественной деятельностью. Умер 31 июля 1972 года, похоронен в селе Куяновка Белопольского района Сумской области Украины.
Был также награждён орденом Отечественной войны 2-й степени и рядом медалей.
В честь Кайдаша названа улица в Куяновке Белопольского р-на и Воронеже Шосткинского р-на, установлен бюст в Яготине.